# Triatlo nos Jogos da Commonwealth de 2006
O triatlo nos Jogos da Commonwealth de 2006 foi realizado em Melbourne, na Austrália, em 18 de março. Dois eventos foram disputados, um masculino e outro feminino na região litorânea de St Kilda.

## Medalhistas
| Evento    | Ouro                          | Prata                               | Bronze                          |
| Masculino | Brad Kahlefeldt AUS Austrália | Bevan Docherty NZL Nova Zelândia    | Peter Robertson AUS Austrália   |
| Feminino  | Emma Snowsill AUS Austrália   | Samantha Warriner NZL Nova Zelândia | Andrea Hewitt NZL Nova Zelândia |

## Quadro de medalhas
Duas delegações conquistaram medalhas:
| Ordem | País          | Medalha de ouro | Medalha de prata | Medalha de bronze | Total |
| ----- | ------------- | --------------- | ---------------- | ----------------- | ----- |
| 1     | Austrália     | 2               |                  | 1                 | 3     |
| 2     | Nova Zelândia |                 | 2                | 1                 | 3     |
| TOTAL | TOTAL         | 2               | 2                | 2                 | 6     |